# Conservatorio Rachmaninoff

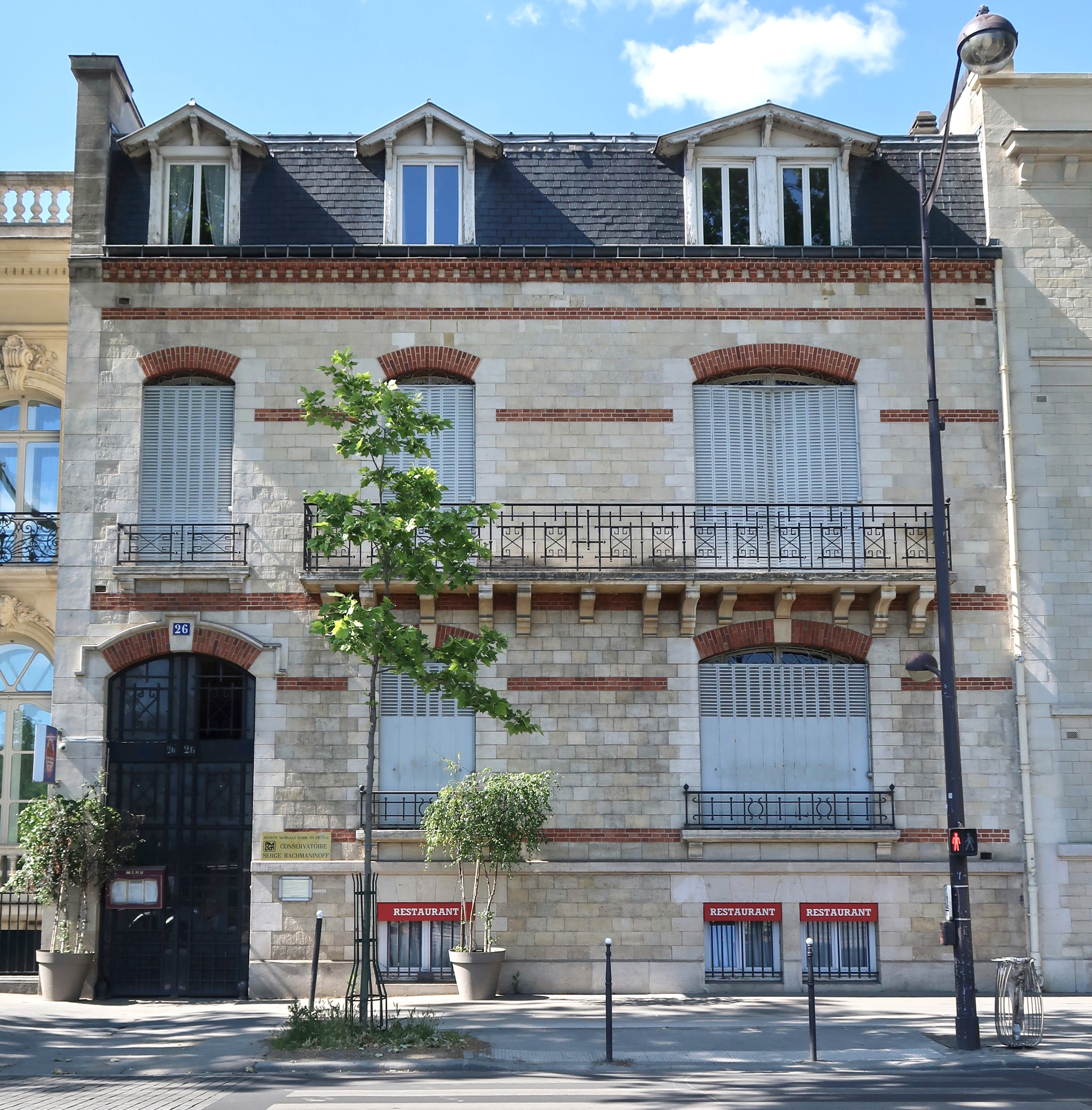
Fachada del conservatorio

El Conservatorio Rachmaninoff de Paris (en francés conservatoire Serge-Rachmaninoff de Paris, en ruso Парижская русская консерватория имени Сергея Рахманинова) es una escuela de música profesional en París, que imparte sus cursos tanto en francés como en ruso. Su nombre, Rachmaninoff, es la transliteración al francés del apellido ruso Рахманинов (Rajmáninov), y homenajea a Serguéi Rajmáninov, compositor, pianista y director de orquesta ruso, uno de los últimos grandes compositores posrománticos europeos y considerado uno de los pianistas más influyentes del siglo XX.
El Conservatorio ofrece una enseñanza individual de canto y de los instrumentos musicales clásicos occidentales estándar, así como de la balalaica y el clarinete de las tradiciones klezmer y romaní. Para los estudios de teoría musical, composición, análisis, historia de la música o teatro (sistema Stanislavski), los alumnos asisten a clases en grupo.

## Historia
Fue fundado entre 1923 y 1931 por algunos de los más ilustres profesores emigrados de las escuelas de música de la Rusia Imperial, entre los que se encontraban Fiódor Shaliapin, Aleksandr Glazunov, Aleksandr Grechanínov y Serguéi Rajmáninov. Rajmáninov fue el primer presidente honorario de la institución, que luego tomaría su nombre.
El primer director del Conservatorio fue invitado, Serge Wolkonsky. Luego fueron elegidos directores alternativamente Nikolái Cherepnín, el compositor Pavel Kovalev (1946-1951), Arkadi Ougritchitch-Trebinsky (1951-1952), Vladímir Pol etc.
Entre los primeros profesores: los músicos rusos Fiódor Shaliapin, Nikolái Cherepnín, Nikolái Kedrov Sr., su esposa Sofía Gladkaya (padres de Lila Kedrova), Nikolái Médtner, Aleksandra Yákovleva (hermana de Alexánder Yákovlev), Yeléna Terian-Korganova, Nicolás Zverev, Serge Lifar, Varvara Strajóva, los famosos hermanos Julius Conus, George Conus y León Conus, Maria Slavina, etc.
En 1931, la recién constituida Société musicale russe de France asumió la dirección del Conservatorio, con la intención de continuar la labor de la Sociedad Musical Rusa fundada en San Petersburgo en 1859.
Desde 1932, el Conservatorio ha acogido regularmente conciertos de prestigiosos músicos de todo el mundo, entre ellos Vladimir Horowitz, Nathan Milstein, Gregor Piatigorsky y Alexander Borovsky. Reconocida como organización de utilidad pública (utilité publique) en 1983, la Société musicale russe de France, presidida por el conde Pierre Sheremetev.
Desde 2011, la pianista clásica Elizabeth Sombart imparte clases en el Conservatoire.